# Vitreorana baliomma
Espèce
Vitreorana baliomma est une espèce d'amphibiens de la famille des Centrolenidae.

## Répartition
Cette espèce est endémique du Brésil. Elle se rencontre :
- dans l'État du Sergipe dans le parc national de la Serra de Itabaiana ;
- dans l'État de Bahia dans les municipalités d'Itapebi et d'Itamaraju.

## Publication originale
- Pontes, Caramaschi & Pombal, 2014 : A remarkable new glass frog (Centrolenidae: Vitreorana) from the northeast Atlantic forest, Brazil. Herpetologica, vol. 70, p. 298–308.